# Jacob Batalon
Jacob Batalon (Honolulu, 9 de outubro de 1996) é um ator estadunidense. Ele fez sua estreia como ator em 2016 no filme North Woods como Cooper; e ficou conhecido pelo papel de Ned Leeds nos filmes Spider-Man: Homecoming, Spider-Man: Far From Home e Spider-Man: No Way Home, do Universo Cinematográfico Marvel.

## Filmografia
| Ano  | Título                    | Papel          |
| ---- | ------------------------- | -------------- |
| 2016 | North Woods               | Cooper         |
| 2017 | Spider-Man: Homecoming    | Ned Leeds      |
| 2018 | Every Day                 | James          |
| 2018 | Blood Fest                | Krill          |
| 2018 | Avengers: Infinity War    | Ned Leeds      |
| 2019 | Avengers: Endgame         | Ned Leeds      |
| 2019 | Spider-Man: Far From Home | Ned Leeds      |
| 2019 | The True Don Quixote Dish | Sancho Panza   |
| 2019 | Let It Snow               | Keon           |
| 2021 | Spider-Man: No Way Home   | Ned Leeds 2024 |
| 2025 | Novocaine                 |                |